# Curcuma latifolia
Curcuma latifolia är en enhjärtbladig växtart som beskrevs av William Roscoe. Curcuma latifolia ingår i släktet Curcuma och familjen Zingiberaceae. Inga underarter finns listade i Catalogue of Life.